# Evald Ask
Carl Magnus Evald Ask, född 1 januari 1894 i Lunds stadsförsamling, Malmöhus län, död 28 december 1958 i Malmö Sankt Johannes församling, Malmö
, var en svensk konstnär. 
Han var son till baningenjören vid Statens Järnvägar Frans Olof Ask och Sofia Elfrida Paulina Westrup. Ask studerade vid Althins målarskola och Konsthögskolan i Stockholm. Han debuterade i en utställning i Köpenhamn 1919 och på Malmö rådhus 1920. Han fortsatte med konstnärliga självstudier under en resa till Frankrike och Italien 1921 som senare kom att återspeglas i hans konst med bland annat italienska arkitekturmotiv. Han medverkade första gången i Skånes konstförenings utställningar 1925 och tillsammans med Jules Schyl och Arvid Källström på Lunds universitets konstmuseum 1923. Hans konst består av stora figurkompositioner, ibland med religiösa motiv, porträtt, blomsterstilleben, cirkusscener och landskapsmålningar.